# Henri Rollin
Henri Louis-Victor Rollin (geboren 11. September 1885 in Saint-Malo; gestorben 19. April 1955 bei Gouvieux) war ein französischer Marineoffizier, Historiker und Essayist. 

## Leben
Rollin war im Ersten Weltkrieg Korvetten-Kapitän der französischen Marine und arbeitete für den Nachrichtendienst der Marine in Konstantinopel auf dem Gebiet des Kriegsgegners. 
1920 bis 1939 war er in Moskau Korrespondent der Zeitung Le Temps und wurde Mitarbeiter des französischen Geheimdienstes. 1941–1943 war er im Vichy-Regime Chef der Direction de la surveillance du territoire. Er floh dann nach England.  
In den frühen 1930er Jahren veröffentlichte er eine historische Abhandlung über die bolschewistische Revolution. Sein L'Apocalypse de notre temps von 1939 zu den Protokollen der Weisen von Zion, in dem er auch unveröffentlichte Vergleiche durch  Elias Tcherikower erwähnt, wurde im folgenden Jahr von der deutschen Besatzungsmacht verboten und eingestampft. Erst 1991 wurde es neu aufgelegt.

## Schriften (Auswahl)
- Marine de guerre et défense nationale; 1911
- L'Évolution du droit des gens sur mer. La contrebande de guerre d'après la Déclaration de Londres; 1914
- La Révolution russe: ses origines, ses résultats; 1931
  - 1. Les Soviets
  - 2. Le Parti Bolcheviste
- L'apocalypse de notre temps : les dessous de la propagande allemande d'après des documents inédits; 1939[1]